# Луговое (Мендыкаринский район)
Луговое (каз. Луговое) — упразднённое село в Мендыкаринском районе Костанайской области Казахстана. Ликвидировано в 2006 году. Входило в состав Алешинского сельского округа. 

## Население
В 1999 году население села составляло 4 человека (3 мужчины и 1 женщина).